# Assessment Center
 (novembre 2012).
 (octobre 2015).
Un Assessment Center est une méthode d'évaluation des compétences d'un candidat à un emploi ou un poste de travail. Il s'appuie sur plusieurs outils psychométriques et des mises en situations diverses. Il vise à compléter les méthodes d’évaluation plus traditionnelles telles que l’entretien d’évaluation ou l’auto-évaluation pour améliorer la qualité des décisions RH (Ressources Humaines). C’est notamment le cas en matière de recrutement (interne ou externe) et de gestion de carrière (mobilité, développement de compétences, coaching, plan de carrière …).

## Définition
L'Assessment Center est une méthode d'évaluation pour mesurer les capacités d'un individu. L'objectif est d'évaluer ses capacités à réussir une mission ou atteindre des objectifs précis. Cette méthode se caractérise par l'utilisation de diverses techniques et assesseurs évaluant le candidat sur des compétences techniques ou de savoir-être définies. Les outils (tests, exercices de jeu de rôle, mise en situation in basket) permettent de vérifier si le candidat dispose bien des compétences nécessaires à un poste. Il n'existe pas de règles définissant le nombre précis d'exercices que doit contenir l'assessment ni du types de compétences qu'il peut évaluer.
Un assessment center est une approche de l’évaluation des potentiels qui se fonde essentiellement sur ce que font les « candidats », sur leurs capacités face à une situation concrète, en l’occurrence, le poste ou la fonction qu’ils envisagent, et non pas sur leur diplôme, leur niveau intellectuel, ou leur appartenance sociale. Cette méthode permet de connaitre le comportement des candidats, leur méthode de résolution de problèmes et comment les améliorer[réf. nécessaire]. 
La mise en situation peut s'effectuer au moyen de « cas d’entreprise » dont la simulation la plus connue est l’exercice « in basket » : Traiter en quelques heures les problèmes liés à une prise de fonction, puis rencontrer en face à face plusieurs nouveaux interlocuteurs : collaborateurs, clients, supérieurs hiérarchiques...[réf. nécessaire]
Les Assessment Center les plus réputés sont ceux du secteur financier. Ils comportent des épreuves très variées, allant du cas à résoudre en groupe aux tests numériques, en passant par un cas individuel et des entretiens avec les opérationnels.

## Histoire en France
À la fin des années 1970, les pionniers français de la méthode s'appuyèrent sur les problèmes précis à régler [réf. nécessaire].  Leur objectif était de changer certains postulats comme : le meilleur vendeur était forcément le meilleur chef de vente. Parmi les pionniers, les consultants d’Ernoult Search Infraplan dirigés par Victor Ernoult, et des interlocuteurs de l’entreprise dont Jean-Joseph Crampe alors chez Placoplatre et co-auteur du premier in basket reconnu [réf. nécessaire].De nombreuses innovantions suivent avec des sociétés comme Xeros, Groupe Mars, Kodak, et bientôt des sociétés françaises : Air France, Carrefour, Auchan, Monoprix, le Groupe Accor… mais aussi des PME [réf. nécessaire].
À la suite des premiers assessment centers, les appréciations 360° apparaissent 20 ans plus tard : « je ne suis plus apprécié que par mon patron mais je le suis aussi par mes collaborateurs, mes pairs et mes clients. Ces perceptions croisées sont enregistrées pour me servir de levier dans mon développement »[réf. nécessaire]. Avec les assessment center sont arrivés de nouveaux types de DRH, avec une vision stratégique et la volonté d’aller vers plus de justice, plus d’ouverture dans la recherche de potentiel, plus de métissage.
25 ans après la naissance des premières expériences, de nouveaux outils s'en inspirent et intègrent les nouvelles technologies comme les nouveaux modes d’organisation[réf. nécessaire].